# Anselmo Robbiati
Anselmo Robbiati (Lecco, 1 de janeiro de 1970) é um ex-futebolista e treinador de futebol italiano que atuava como atacante. Atualmente comanda as categorias de base do Montevarchi.

## Carreira de jogador
Revelado pelo Monza, Robbiati destacou-se vestindo a camisa da Fiorentina entre 1993 e 1999, ajudando a Viola a conquistar o título da Série B em sua primeira temporada pela equipe. Embora não fosse escalado com frequência no time titular, conquistou ainda uma Copa da Itália e a Supercopa de 1996, além de ter feito o gol da classificação para as quartas-de-final da Taça dos Clubes Vencedores de Taças de 1996–97 contra o Sparta Praga. O clube terminou eliminado pelo Barcelona na semifinal. Após deixar a Fiorentina em 1999, defendeu o Napoli por uma temporada, sendo contratado no ano seguinte pela Internazionale. Em 2 anos vinculado aos Nerazzurri, Robbiati disputou apenas uma partida oficial, no empate por 1 a 1 com o Lecce, válida pela Copa da Itália de 2000–01.
Ainda vinculado à Internazionale, foi emprestado para Perugia (12 jogos e 5 gols) e Fiorentina (5 jogos). No final da carreira, defendeu Ancona, Grosseto, Monza (segunda passagem), Como e Figline, onde se aposentou em 2009, 20 dias após completar 39 anos.

## Carreira de treinador
Após deixar os gramados, Robbiati virou auxiliar-técnico do Figline, exercendo a função durante um ano. Em 2013 foi nomeado diretor esportivo da equipe.
Sua estreia como treinador principal foi na temporada 2017–18, quando comandou o Valdarno (clube das divisões amadoras da Itália), e desde junho de 2023 é técnico das categorias de base do Montevarchi, equipe da Série D nacional.

## Vida pessoal
O apelido de Robbiati, Spadino, foi sugerido por Giovanni Stroppa, seu ex-companheiro de equipe no Monza, e é uma referência ao personagem secundário da série Happy Days Raymond "Spike" Fonzarelli (conhecido por "Spadino" na versão italiana).
Seu pai, Luigi Robbiati, era defensor e chegou a jogar pela Internazionale na década de 1950.

## Títulos
Fiorentina
- Campeonato Italiano de Futebol – Série B: 1993–94
- Copa da Itália: 1995–96
- Supercopa da Itália: 1996

Monza
- Coppa Italia Serie C: 1987–1988, 1990–1991

Grosseto
- Campeonato Italiano de Futebol – Série C2: 2003–04

Figline
- Campeonato Italiano de Futebol - Série D: 2008–09
- Supercoppa di Lega di Seconda Divisione: 2009